# Jean-Baptiste Labelle
Jean-Baptiste Labelle (* September 1825 in Burlington, Vermont; † 9. September 1898 in Montreal) war ein kanadischer Organist, Pianist, Komponist und Dirigent.

## Biografie
Jean-Baptiste Labelle hatte seinen ersten Musikunterricht bei Joseph Lyonnais aus Quebec. 1943 erhielt er seine erste Organistenstelle in Boucherville bei Montreal, ab 1846 war er Organist in Chambly. In dieser Zeit nahm er Klavierunterricht bei Leopold von Meyer, der sich auf einer Nordamerikatournee befand. Ab 1849 war er mehr als vierzig Jahre Organist an der Kirche Notre-Dame in Montreal; 1891 folgte ihm dort Alcibiade Béique nach. Daneben unterrichtete er u. a. am Collège de Montréal, dem Collège Ste-Marie, dem Collège Mont-St-Louis und der École normale. Im Dezember 1856 und Januar 1857 nahm er Klavierunterricht bei Sigismund Thalberg in Boston.
1851 veröffentlichte Labelle Le Répertoire de l’organiste, eine Sammlung gregorianischer Gesänge mit eigener Orgelbegleitung, die zehn Auflagen erlebte. Es folgten Les Chansons les plus populaires und 1887 die Échos de Notre-Dame, eine Sammlung eigener Kompositionen. Seit 1855 importierte er zudem Klaviere und betrieb einen Musikalienhandel. 1857 unternahm er eine Konzerttournee durch die USA und Südamerika und organisierte ein Grand Operatic Concert in der Mechanics’ Hall in Montreal, bei dem Auszüge aus Werken von Vincenzo Bellini, Gaetano Donizetti, Adolphe Adam, Franz Schubert und Giacomo Meyerbeer zur Aufführung kamen. 1863 trat er als Dirigent mit dem Orchester der Société philharmonique canadienne von Montreal auf.
Populär wurden vor allem seine Lieder Ô Canada! mon pays! mes amours! und Avant tout je suis Canadien (beide nach Texten von George-Étienne Cartier) sowie Chant des Zouaves canadiens. Weiterhin komponierte Labelle Klavierstücke wie Marche canadienne und Quadrille national canadien, die Kantaten La Confédération (Text von Auguste Achintre, 1868) und La Croisade canadienne (Text von Alphonse Bellemare, 1886) sowie die Operette La Conversion d’un pêcheur de la Nouvelle-Écosse (Libretto von Elzéar Labelle, 1868).